# نيفيس غارسيا فيسنتي
نيفيس غارسيا فيسنتي (بالإسبانية: Nieves García Vicente)‏ هي لاعبة شطرنج إسبانية، ولدت في 23 يوليو 1955.

## وصلات خارجية
- نيفيس غارسيا فيسنتي على موقع الاتحاد الدولي للشطرنج (الإنجليزية)
- نيفيس غارسيا فيسنتي على موقع مباريات الشطرنج (الإنجليزية)
- نيفيس غارسيا فيسنتي على موقع 365Chess.com (الإنجليزية)
- نيفيس غارسيا فيسنتي على موقع Chesstempo.com (الإنجليزية)
- نيفيس غارسيا فيسنتي على موقع اتحاد المراسلات الدولية للشطرنج (الإنجليزية)
- نيفيس غارسيا فيسنتي سجل أولمبياد الشطرنج للسيدات على موقع OlimpBase.org (الإنجليزية)